# المركز الثقافي الإيطالي
```
(
إسبانيا
).]]
```

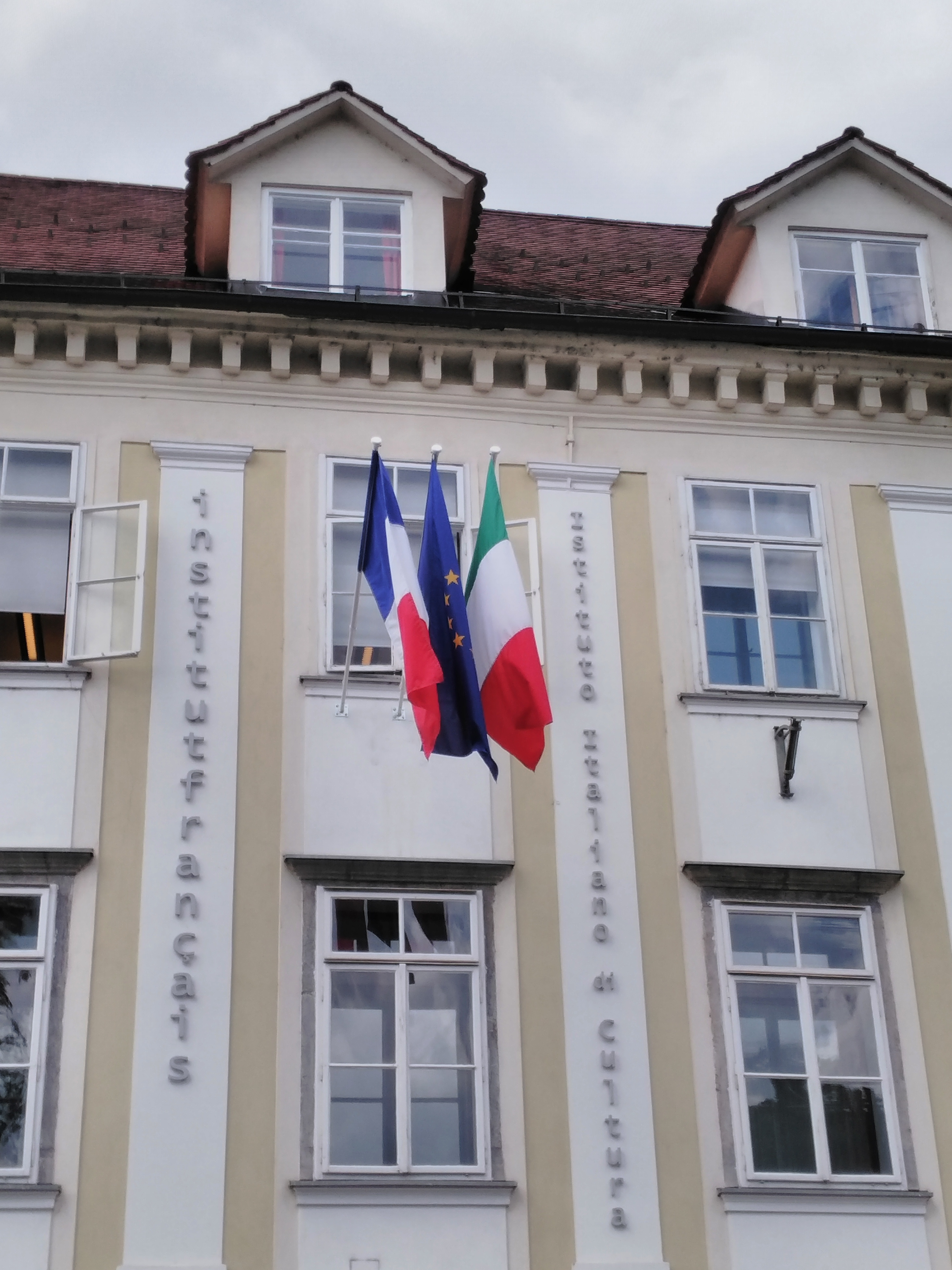
المعهد الثقافي الإيطالي والمعهد الفرنسي في ليوبليانا في سلوفينيا.

المعهد الثقافي الإيطالي هو أحد أهم القلاع لنشر الثقافة الإيطالية في العالم ولديه العديد من الفروع في معظم عواصم العالم وخاصه دول البحر المتوسط ومنها مصر ويوجد له في مصر فرعين الأول في القاهرة و الثاني في الإسكندرية.